# Andreas Schweizer
Andreas Schweizer (* 26. September 1979 in Wetzikon) ist ein Schweizer Kunstturner. Zurzeit lebt er in Wetzikon.
Er ist mehrfacher Schweizer Meister im Einzel-Mehrkampf und Mannschaft-Wettkampf. Daneben nahm er seit 1999 bereits an vier Weltmeisterschaften und drei Europameisterschaften teil. Sein bisher grösster Erfolg ist der achte Rang im Ring-Finale sowie der 24. Rang Mehrkampf-Finale an den Olympischen Spielen 2004 in Athen.